# Hubert de Lagarde
Hubert de Lagarde (n. 1 septembrie 1898, Marmagne, Centre-Val de Loire, Franța – d. 25 ianuarie 1945, Mittelbau-Dora concentration camp⁠(d), Turingia, Germania) a fost un ofițer și scriitor francez, membru al Rezistenței Franceze. El este strănepotul lui Jean-Baptiste Lubin.

## Biografie
Orfan de tată de foarte timpuriu, Hubert de Lagarde s-a înrolat voluntar în armată în 1916, la vârsta de doar optsprezece ani. Demobilizat în anul 1919, el a fost primit la Școala Specială Militară de la Saint-Cyr, unde l-a avut ca profesor de istorie pe căpitanul Charles de Gaulle. A fost disponibilizat din armată între 1924 și 1928, apoi reintegrat, dar a demisionat în 1930.
Acest patriot intransigent a scris articole în cotidianul Action française, în care a comentat eseul de istorie militară La France et son armée al lui De Gaulle. Primul său roman, Le Soupçon, publicată de Gallimard în 1934, a obținut două voturi în competiția pentru premiul Goncourt. El a publicat un al doilea roman în anul următor.
În 1938 a fost numit cavaler al Legiunii de onoare, fără îndoială, în semn de recunoaștere a serviciilor pe care a continuat să le presteze pentru armată, începând din 1930, ca ofițer de informații, sau, mai degrabă, ca un „corespondent onorabil”.

## Acțiuni în Rezistența Franceză
Mobilizat în 1939, apoi demobilizat după înfrângerea Franței, el s-a alăturat la sfârșitul anului 1940 mișcării de Rezistență. În 1942, el a fondat rețeaua de Rezistență Éleuthère, atașată mișcării Libération-Nord, având ca principale obiective informarea cu privire la ordinul de luptă, efectivele și deplasările diverselor unități ale Armatei Germane. În rue Cambon din Paris Hubert de Lagarde a deschis un magazin de antichități, cu firma „Chez Swan”, care a servit ca o acoperire pentru activitățile sale. El și-a dezvoltat intens rețeaua, care va acoperi în cele din urmă întreaga zonă ocupată cu 12 subrețele deservite de 419 agenți. Lagarde a fost numit membru al Comitetului de acțiune militară. Ca urmare a diferitelor arestări în rețeaua sa, în decembrie 1943, el a fost condamnat la moarte în contumacie de un tribunal militar german. A refuzat să fugă la Londra, așa cum i s-a propus, și a intensificat activitățile rețelei Éleuthère.
Printre faptele de arme ale acestei organizații, în care Lagarde l-a avut drept comandant adjunct pe André Brouillard, alias Pierre Nord, și ca asistentă pe Yolande Ferrier de Thiérache, au fost identificarea și transmiterea unor informații precise la Londra, care au permis aliaților să organizeze un raid aerian de mare amploare în noaptea de 4 spre 5 mai 1944. Acest raid a dus la distrugerea aproape completă a diviziei blindate Hohenstaufen, grupate în regiunea de camp de Mailly. În urma acestei acțiuni militare au fost uciși sau scoși din luptă între 10.000 și 12.000 de germani, au fost distruse sau incendiate 400 de tancuri, fără a mai număra camioane și vehiculele ușoare.

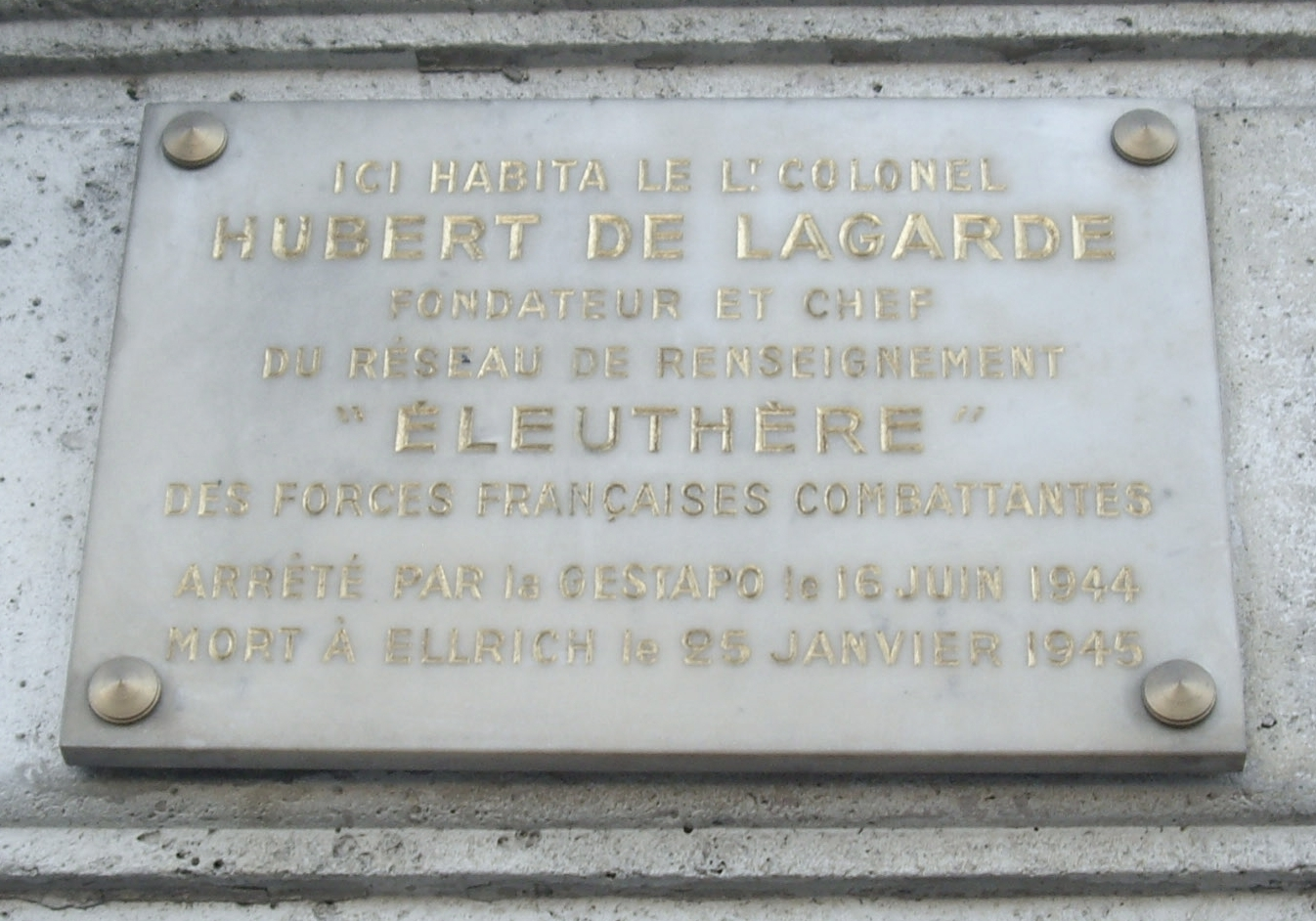
Placă memorială amplasată pe casa lui Hubert de Lagarde din quai Voltaire nr. 7, arondismentul 7 al Parisului

Pe măsura apropierii momentului debarcării aliaților în Normandia, Hubert de Lagarde a regretat totuși bombardarea unor orașe franceze ca Rouen, Tours, Orléans, Lyon și Marseille, în care obiectivele strategice, în special nodurile sistemului feroviar, au fost distruse, în timp ce populația civilă a fost grav afectată: el s-a ridicat „împotriva imbecilității criminale a unor atacuri aeriene aliate care au exterminat sute de francezi fără a atinge obiectivele militare”, neezitând să numească aceste operațiuni „munca unor bețivi”, amenințând chiar să nu mai indice aliaților nici un obiectiv și să nu mai transmită la Londra rezultatul bombardamentelor.
La cererea generalului Koenig, Hubert de Lagarde a preluat conducerea serviciului de informații al mișcării de rezistență Libération Nord, iar apoi al statului major al Forțelor Franceze din Interior. Numirea comunistului Alfred Malleret (nume conspirativ: Joinville) la conducerea FFI l-au determinat să protesteze oficial împotriva politizării acestei structuri, ceea ce a provocat înlăturarea sa din statul major al FFI. Câteva zile mai târziu, pe 26 iunie 1944, a fost arestat de Gestapo. Torturat în mod repetat, el a fost deportat pe 15 august 1944 la Buchenwald, apoi la Dora, unde a murit de dizenterie în 25 ianuarie 1945.

## Opera
- Le Soupçon, Paris, Gallimard, 1934
- L'Aventure, Paris, Gallimard, 1935
- Procès de l'Italie, Paris, Tisné, 1939 (operă interzisă prin ordin al guvernului de la Vichy)